# Anatolij Bykov
Anatolij Michajlovič Bykov (in russo Анатолий Михайлович Быков?; Magadan, 6 agosto 1953) è un ex lottatore sovietico, dal 1991 russo, specializzato nella lotta greco-romana.

## Palmarès

### Olimpiadi
- 2 medaglie:
  - 1 oro (Montréal 1976 nei 74 kg)
  - 1 argento (Mosca 1980 nei 74 kg)

### Mondiali
- 1 medaglia:
  - 1 oro (Minsk 1975 nei 74 kg)

### Europei
- 1 medaglia:
  - 1 argento (Sofia 1978 nei 74 kg)